# Ikkitousen
Ikkitousen (一騎当千?, Ikkitōsen) è un manga scritto e disegnato da Yuji Shiozaki. È stato serializzato sulla rivista Gum Comics, edita da Wani Books, dal 26 aprile 2000 al 26 agosto 2015 ed in seguito è stato raccolto in 24 volumi tankōbon. La serie è un mix tra arti marziali e fan service. La trama vede in lotta alcune scuole giapponesi che si combattono per il dominio del territorio del Kantō ed è liberamente ispirata a Il romanzo dei Tre Regni, opera cinese del XIV secolo.
Un adattamento anime suddiviso in 4 stagioni, prodotto dallo studio J.C.Staff, è stato realizzato a partire dal 2003. La prima stagione è composta da 13 episodi di circa 20 minuti l'uno; le successive sono intitolate: Ikki Tōsen: Dragon Destiny (2007), Ikki Tōsen: Great Guardians (2008) e Ikki Tōsen: Xtreme Xecutor (2010).
I diritti per la commercializzazione in Italia della serie vennero acquisiti dalla Shin Vision, sia nella versione cartacea che in quella animata. Di quest'ultima il solo primo episodio è stato trasmesso, in lingua originale con sottotitoli in italiano, l'11 settembre 2005 dal canale MTV all'interno del contenitore Anime Week. A seguito del passaggio delle licenze alla Fool Frame, poi diventata EMC, quest'ultima ha rinunciato ai diritti sulla serie anime. La licenza per la pubblicazione in Italia del manga è stata acquisita nel 2009 dalla J-Pop. La pubblicazione è poi iniziata il 22 novembre 2009 ed è terminata il 26 aprile 2017.

## Trama
La giovane Hakufu è arrivata da poco in Giappone ed immediatamente si mette alla prova combattendo contro alcuni nuovi compagni di scuola che sottovalutano le sue doti di combattente per via della sua spiccata stupidità e le sue misure esagerate. Ma quando si scontra con uno dei migliori combattenti della scuola è chiaro che la ragazza nasconde un grande potere ed è probabilmente l'incarnazione di un suo vecchio antenato. Koukin, il suo più vicino parente dopo sua madre, si promette immediatamente di starle sempre accanto e vegliare sulla sua incolumità, anche se giorno dopo giorno osserva le sue doti di combattente crescere progressivamente.
Iniziato il torneo di arti marziali all'ultimo sangue in cui sette scuole si sfidano per il controllo del territorio, Hakufu viene scelta con Koukin per rappresentare la propria scuola, al fianco di altri tre studenti tra cui Shimei Ryomou (l'unica che veramente affianca i due), la misteriosa ragazza con cui Hakufu ha risvegliato il suo spirito segreto durante un combattimento. Il torneo prosegue con incidenti e colpi di scena finché non è chiaro per i protagonisti che qualcuno sta tentando di rievocare il passato, manovrando i vari combattenti come marionette al fine di conquistare il potere.

## Personaggi
Ryofu Housen
È una bella e provocante ragazza di 19 anni, con i capelli verdi che tiene sempre legati e la divisa della sua scuola: la Rakuyu. Possiede delle capacità combattive così elevate da essere considerata molto vicino all'imbattibilità ed è esperta negli attacchi che richiedono uso del ki, oltre ad avere un'estrema rapidità nella lotta. Tuttavia, è affetta da una grave malattia che ne avrebbe presto causato la morte. Muore nel dodicesimo episodio della prima stagione, nella quale esegue una tecnica che porta la morte sia a chi la subisce sia a chi la esegue, contro il leader della sua scuola, per vendicarsi, dal momento che lui aveva ucciso la sua migliore amica. Ryofu è la reincarnazione di Lü bu, che all'epoca dei tre regni era considerato il guerriero più forte.

## Media

### Manga
Ikki Tousen iniziò la serializzazione sulla rivista per manga seinen Comic Gum. Il primo volume fu pubblicato da Wani Books nell'ottobre 2000, con un totale di 20 volumi disponibili al 26 settembre 2012. In Italia i diritti sono stati acquisiti da Edizioni BD, che lo ha pubblicato sotto l'etichetta J-Pop dal 22 novembre 2009 al 26 aprile 2017.
Il manga è pubblicato nel Nord America e nel Regno Unito da Tokyopop con il titolo Battle Vixens, e sono stati venduti i primi quindici volumi tra il 6 aprile 2004 e il 27 aprile 2010. Il manga è pubblicato anche in Australia e Nuova Zelanda da Madman Entertainment, in Francia da Panini Comics, in Argentina da Editorial Ivrea, in Germania da Carlsen Comics (con il titolo Dragon Girls), in Taiwan da Sharp Point Press, in Brasile da Nova Sampa.

#### Volumi
| 1  | ottobre 2000      | ISBN 978-4-8470-3329-2 | 22 novembre 2009  | ISBN 978-88-6123-620-2 |
| 1  | Capitoli 0-4      |                        |                   |                        |
| 2  | aprile 2001       | ISBN 978-4-8470-3396-4 | 6 dicembre 2009   | ISBN 978-88-6123-621-9 |
| 2  | Capitoli 5-10     |                        |                   |                        |
| 3  | ottobre 2001      | ISBN 978-4-8470-3414-5 | 20 dicembre 2009  | ISBN 978-88-6123-622-6 |
| 3  | Capitoli 11-18    |                        |                   |                        |
| 4  | aprile 2002       | ISBN 978-4-8470-3429-9 | 24 gennaio 2010   | ISBN 978-88-6123-664-6 |
| 4  | Capitoli 19-24    |                        |                   |                        |
| 5  | novembre 2002     | ISBN 978-4-8470-3388-9 | 14 febbraio 2010  | ISBN 978-88-6123-676-9 |
| 5  | Capitoli 25-31    |                        |                   |                        |
| 6  | 23 agosto 2003    | ISBN 978-4-8470-3452-7 | 16 maggio 2010    | ISBN 978-88-6123-730-8 |
| 6  | Capitoli 32-39    |                        |                   |                        |
| 7  | 25 marzo 2004     | ISBN 978-4-8470-3465-7 | 13 giugno 2010    | ISBN 978-88-6123-731-5 |
| 7  | Capitoli 40-47    |                        |                   |                        |
| 8  | 25 dicembre 2004  | ISBN 978-4-8470-3482-4 | 11 luglio 2010    | ISBN 978-88-6123-732-2 |
| 8  | Capitoli 48-54    |                        |                   |                        |
| 9  | 25 maggio 2005    | ISBN 978-4-8470-3502-9 | 22 agosto 2010    | ISBN 978-88-6123-733-9 |
| 9  | Capitoli 55-61    |                        |                   |                        |
| 10 | 24 dicembre 2005  | ISBN 978-4-8470-3530-2 | 12 settembre 2010 | ISBN 978-88-6123-734-6 |
| 10 | Capitoli 62-68    |                        |                   |                        |
| 11 | 25 maggio 2006    | ISBN 978-4-8470-3548-7 | 14 novembre 2010  | ISBN 978-88-6123-910-4 |
| 11 | Capitoli 69-74    |                        |                   |                        |
| 12 | 9 gennaio 2007    | ISBN 978-4-8470-3586-9 | 5 dicembre 2010   | ISBN 978-88-6123-929-6 |
| 12 | Capitoli 75-81    |                        |                   |                        |
| 13 | 25 settembre 2007 | ISBN 978-4-8470-3610-1 | 9 gennaio 2011    | ISBN 978-88-6123-841-1 |
| 13 | Capitoli 82-88    |                        |                   |                        |
| 14 | 24 luglio 2008    | ISBN 978-4-8470-3645-3 | 6 febbraio 2011   | ISBN 978-88-6123-842-8 |
| 14 | Capitoli 89-95    |                        |                   |                        |
| 15 | 25 marzo 2009     | ISBN 978-4-8470-3675-0 | 13 marzo 2011     | ISBN 978-88-6123-843-5 |
| 15 | Capitoli 96-102   |                        |                   |                        |
| 16 | 18 settembre 2009 | ISBN 978-4-8470-3698-9 | 10 settembre 2011 | ISBN 978-88-6634-093-5 |
| 16 | Capitoli 103-109  |                        |                   |                        |
| 17 | 25 giugno 2010    | ISBN 978-4-8470-3726-9 | 8 ottobre 2011    | ISBN 978-88-6634-116-1 |
| 17 | Capitoli 110-117  |                        |                   |                        |
| 18 | 25 marzo 2011     | ISBN 978-4-8470-3764-1 | 10 dicembre 2011  | ISBN 978-88-6634-117-8 |
| 18 | Capitoli 118-124  |                        |                   |                        |
| 19 | 25 febbraio 2012  | ISBN 978-4-8470-3802-0 | 28 luglio 2012    | ISBN 978-88-6634-309-7 |
| 19 | Capitoli 125-130  |                        |                   |                        |
| 20 | 26 settembre 2012 | ISBN 978-4-8470-3828-0 | 15 novembre 2014  | ISBN 978-88-6634-490-2 |
| 20 | Capitoli 131-138  |                        |                   |                        |
| 21 | 24 marzo 2013     | ISBN 978-4-8470-3860-0 | 30 settembre 2015 | ISBN 978-88-6883-315-2 |
| 21 | Capitoli 139-144  |                        |                   |                        |
| 22 | 26 gennaio 2014   | ISBN 978-4-8470-3902-7 | 22 giugno 2016    | ISBN 978-88-6883-546-0 |
| 22 | Capitoli 145-151  |                        |                   |                        |
| 23 | 27 novembre 2014  | ISBN 978-4-8470-3943-0 | 22 marzo 2017     | ISBN 978-88-6883-823-2 |
| 23 | Capitoli 152-159  |                        |                   |                        |
| 24 | 25 settembre 2015 | ISBN 978-4-8470-3969-0 | 26 aprile 2017    | ISBN 978-88-6883-920-8 |
| 24 | Capitoli 160-166  |                        |                   |                        |

### Anime

#### Doppiaggio

Da sinistra: Hakufu, Shimei e Kōkin dopo l'incontro con l'Accademia Kyoshō

| Personaggio              | Doppiatore         |
| ------------------------ | ------------------ |
| Hakufu Sonsaku           | Mayumi Asano       |
| Koukin Shuyu             | Satoshi Hino       |
| Ryomou Shimei            | Yūko Kaida         |
| Gakushu                  | Hajime Iijima      |
| Goei                     | Kikuko Inoue       |
| Genpou Saji/ Ouin Shishi | Shoutarou Morikubo |
| Ryofu Housen             | Akeno Watanabe     |
| Toutaku Chuuei           | Daisuke Namikawa   |
| Kaku Bunwa               | Haruhi Terada      |
| Chin-Kyuu Koudai         | Hiroe Oka          |
| Kanu Unchou              | Hiroe Oka          |
| Kakou-Ton Genjou         | Kenta Miyake       |
| Narratore                | Kenta Miyake       |
| Kan-Nei Kouha            | Youji Ueda         |
| Ukitsu Kankichi          | Yumiko Kobayashi   |